# إدريس أبكر
إدريس بن محمد أبكر (ولد 1395 هـ/ 1975 م) قارئ قرآن يمني إماراتي الجنسية. وهو إمام جامع الشيخ زايد في الإمارات. وأمَّ في عدد من المساجد في المملكة العربية السعودية.

## ولادته ونشأته
ولد إدريس بن محمد أبكر في مدينة جُدة السعودية، عام 1395 هـ/ 1975 م. درس القرآن الكريم منذ الصغر في مسجد التوحيد، ولم يتجاوز الثامنة من عمره، ثم التحقَ بحلَقات التحفيظ وهو في الثالثة عشرة بجامع الفطاني، وحفظ القرآن الكريم في السابعة عشرة. بدأ بإمامة المصلين في الجامع نفسه قرابة ثلاث سنوات.

## شيوخه
درس على أيدي كثير من المعلمين والمشايخ، منهم:
- الشيخ يوسف الأحمدي.
- الشيخ عبد الوهاب الظاهري.
- الشيخ عبد الله القرني.
- الشيخ عودة الظاهري.
- الشيخ عادل الأحمدي.
- الشيخ هادي سعيد.

## مساجد تولَّى إمامتها
من المساجد التي تولى إمامتها:
- جامع الفطاني،  السعودية.
- مسجد ابن تيمية، المشهور بجامع القحاطيين،  السعودية.
- مسجد التوحيد،  اليمن.
- مسجد أُسَيد بن الحُضَير،  السعودية.
- مسجد ابن القيِّم،  السعودية.
- جامع سليم الحربي،  السعودية.
- مسجد باجابر بحي الأمير فوَّاز بجُدَّة،  السعودية.
- جامع الشيخ زايد،   الإمارات العربية المتحدة، حاليًّا.

## روابط خارجية
- موقع القارئ إدريس أبكر (يوتيوب)
- صفحة القارئ إدريس أبكر على تي في قرآن